# Пет Кедіген
Пет Кедіген (англ. Pat Cadigan) — американська письменниця, насамперед відома як авторка книг у жанрі кіберпанк. Вершиною її творчості стали романи «Синтезатори» (1991) та «Дурні» (1992). Загальна тематика її творів — дослідження взаємодії між людством та штучним інтелектом.

## Біографія
Народилася 10 вересня 1953 року в Скенектаді (Нью-Йорк), дитинство провела у Фічбурзі, Массачусетс. Вивчала театральне мистецтво в Массачусетському університеті в Емгерсті (1970—1973), а 1975 року отримала ступінь бакалавра в Канзаському університеті, де студіювала наукову фантастику під керівництвом професора Джеймса Е. Ґанна, письменника-фантаста.
1975 року Пет Кедіген увійшла до комітету МідАмериСону, 34-го світового з'їзду наукової фантастики, який проходив у Канзасі. Її завдання полягало в тому, аби допомагати почесному гостю Роберту Гайнлайну. 1982 року вона стала однією з тих, кому Гайнлайн присвятив свій роман «Фрайді».
Також працювала у фірмі письменника Тома Рімі, яка займалася версткою та графічним дизайном. Після смерті Рімі в 1977, Кедіген почала працювати у «Hallmark Cards», американській компанії, яка виготовляла вітальні листівки. Наприкінці 1970-х початку 1980-х разом із своїм другим чоловіком працювала редакторкою у журналах «Chacal» та «Shayol».

## Особисте життя
В університеті зустріла Руфуса Кедігена, з яким одружилася. У 1977-85 роках була у шлюбі з Арні Феннером, народила сина Роба. 1996 року переїхала до Великої Британії та одружилася з Крісом Фаулером.
2013 року у письменниці діагностували рак.

## Кар'єра
Почала писати наприкінці 1970-х, однак справжній же успіх прийшов до письменниці аж 1987 року, коли авторка видала свій дебютний роман «Гравці розуму» (англ. Mindplayers). Події книги відбуваються у близькому майбутньому, де психічні розлади перебувають поза законом, але, аби хоч якось урізноманітнити своє одноманітне життя, люди купують неврози у дилерів, які виконують свого роду функцію «наркоторговців». Головну героїню, Еллі Маас, яка перебувала під дією психозу, доправляють до лікарні, де, після лікування, Поліція Мізків пропонує їй вибір: в'язниця, або співпраця. Так Еллі стає «гравцем розуму», психотерапевтом, який занурюється у психози людей та сприяє їхньому одужанню.
1991 року світ побачив другий роман письменниці — «Синтезатори» (англ. Synners), який розповідає про те, як у близькому майбутньому люди можуть повністю зануритися у віртуальну реальність, але вірус (штучний інтелект) неочікувано спричиняє численні смерті серед користувачів. Наступний роман 1992 року під назвою «Дурні» (англ. Fools) знову ж таки зображує віртуальну реальність, де піднімається питання особистості — відома акторка дізнається, що вона насправді не та, за кого себе видає.
Роман 1996 року «Паразит» (англ. Parasite) — класична розповідь про напад прибульців. Головна героїня вбиває власну матір, якою керують іншопланетні паразити. 1998 року світ побачив роман «Чай з порожньої чашки» (англ. Tea from an Empty Cup), який започаткував книжкову серію про детектива Доре Константин. Поліцейська-детектив розслідує «вбивство в зачиненій кімнаті», яке сталося у віртуальній реальності, але в ході розслідування викриває секретну організацію, яка на місці колись затонулої Японії створює новий острів. Друга книга-сиквел «Цифровий Дервіш» (англ. Dervish Is Digital; 2001) розповідає про те, як чоловік використовує штучний інтелект, аби переслідувати свою колишню дружину та унеможливлювати її безпечне використання віртуальної реальності.
Повість «Дівчина-річ, яка пішла на суші» (англ. The Girl-Thing Who Went Out for Sushi; 2012) розповідає про групу робітників, які допомагають проводити наукове дослідження на орбіті Юпітера. Задля кращого функціонування в мікрогравітації, працівникам доводиться «піти на суші» — набути форм морського життя (оповідачка, зокрема, перевтілюється на восьминога).
Коротка проза письменниці представлена у таких збірках: «Візерунки» (англ. Patterns; 1989), «Додому морем» (англ. Home By the Sea; 1992) та «Брудна робота» (англ. Dirty Work; 1993). Також повість під назвою «Доповідь про морських коників на Марсі» (англ. Report Concerning the Presence of Seahorses on Mars; 2014) ввійшла до збірки «Досягти вічності» (англ. Reach for Infinity).

## Визнання
Пет Кедіген ставала лауреаткою таких літературних нагород:
- 1979 — премія «Балрог» за оповідання «Смерть від викриття» (англ. Death from Exposure);
- 1987 — премія «Хроніка НФ» за оповідання «Генотип гарного хлопця» (англ. Pretty Boy Crossover);
- 1988 — премія «Локус» за оповідання «Янгол» (англ. Angel);
- 1990 — премія «Локус» за збірку оповідань «Візерунки» (англ. Patterns);
- 1991 — премія «ГОМер» за повість «Депеші з Революції» (англ. Dispatches from the Revolution);
- 1992 — премія Артура Кларка за роман «Синтезатори» (англ. Synners);
- 1995 — премія Артура Кларка за роман «Дурні» (англ. Fools);
- 2005 — Меморіальна премія Ричарда Еванса (англ. Richard Evans Memorial Prize);
- 2013 — премія «Г'юго» за повість «Дівчина-річ, яка пішла на суші» (англ. The Girl-Thing Who Went Out for Sushi);
- 2013 — премія «Локус» за повість «Дівчина-річ, яка пішла на суші» (англ. The Girl-Thing Who Went Out for Sushi);
- 2015 — премія «Сеюн» за найкращу перекладену повість «Дівчина-річ, яка пішла на суші» (англ. The Girl-Thing Who Went Out for Sushi).